# Carl Pierson
Carl Pierson (* 26. Juni 1891 in Indianapolis, Indiana; † 11. Februar 1977 in Los Angeles, Kalifornien) war ein US-amerikanischer Filmeditor und Filmregisseur.

## Leben
Pierson trat ab Ende der 1920er als Filmeditor in Erscheinung. Bis Mitte der 1960er Jahre war er im Bereich Filmschnitt an mehr als 200 Produktionen beteiligt. Vielen der Filme, vor allem in den 1930er und 1940er Jahren, waren (kostengünstig produzierte) Western. In den 1950er Jahren war er gelegentlich für das Fernsehen tätig.
In den 1930er Jahren wirkte er an einer Reihe von Filmen mit dem jungen John Wayne in der Hauptrolle mit. Regie führte dabei häufig Robert N. Bradbury. 1935 gab Pierson sein Regiedebüt und inszenierte Feuerwasser und frische Blüten, ebenfalls ein Western. John Wayne war auch hier in der Hauptrolle zu sehen. Im gleichen Jahr entstand Flammende Grenze, gefolgt von The Singing Vagabond, seiner letzten Produktion als Regisseur.

## Filmografie (Auswahl)
- 1928: Rose-Marie
- 1929: Die mysteriöse Insel (The Mysterious Island)
- 1930: Montana Moon
- 1933: Sein Freund, der Desperado (Sagebrush Trail)
- 1933: Die Wasserrechte von Lost Creek (Riders of Destiny)
- 1934: Das Gold von Texas (The Lucky Texan)
- 1934: Flussabwärts (West of the Divide)
- 1934: Der einsame Reiter (Randy Rides Alone)
- 1934: Rodeo (The Man from Utah)
- 1934: Showdown am Adlerpaß (Blue Steel)
- 1935: Abenteuer in Texas (Texas Terror)
- 1935: Im Tal des Regenbogens (Rainbow Valley)
- 1935: Tal der Angst (Lawless Range)
- 1935: Reiter in der Dämmerung (The Dawn Rider)
- 1935: Feuerwasser und frische Blüten (Paradise Canyon, Regie)
- 1935: Flammende Grenze (The New Frontier, Regie)
- 1935: Westwärts! (Westward Ho)
- 1935: Der Rodeo-Raub (The Desert Trail)
- 1936: Reefer Madness
- 1944: Minstrel Man
- 1944: Voodoo Man
- 1945: Stimme aus dem Jenseits (Strange Illusion)
- 1945: Why Girls Leave Home
- 1950: Zorros Tochter (Bandit Queen)
- 1950: Jack der Killer (Western Pacific Agent)
- 1950: Billy, der Bandit (I Shot Billy the Kid)
- 1950: Radar-Geheimpolizei (Radar Secret Service)
- 1950: Kugeln, Gold und Feuerwasser (Gunfire)
- 1951: Tödliche Pfeile (Little Big Horn)
- 1951: Trommeln der Wildnis (Savage Drums)
- 1956: Amigo mio – Der Bandit von Vera Cruz (Yaqui Drums)
- 1956: Im Lande Zorros (Stagecoach to Fury)
- 1956: Patrouille des Todes (Massacre)
- 1961: Sniper’s Ridge